# TV UFAL
TV UFAL é uma emissora de televisão brasileira sediada em Maceió, capital do estado de Alagoas. Opera no canal 8 (40 UHF digital), e é afiliada à TV Brasil. A emissora é fruto de parceria entre a Universidade Federal de Alagoas e a Empresa Brasil de Comunicação, fazendo parte da Rede Nacional de Comunicação Pública (RNCP). Seus estúdios se localizam no Campus Universitário A.C. Simões, no bairro Cidade Universitária, e seus transmissores estão no bairro do Farol.

## História
Após o encontro da Rede Nacional de Comunicação Pública (RNCP) ocorrido nos dias 3 e 4 de março de 2020, a Universidade Federal de Alagoas confirmou que havia finalizado as tratativas entre a instituição e a Empresa Brasil de Comunicação para dar início à implantação de seu canal de televisão, fruto da parceria entre as duas instituições públicas. A montagem da estrutura de transmissão começou em dezembro de 2020, tendo suporte técnico da EBC.
No dia 25 de janeiro de 2021, data em que a universidade comemorou seus 60 anos de fundação, o canal entrou oficialmente no ar retransmitindo integralmente os sinais da TV Brasil e seus subcanais. A instituição realizou ainda um evento no Museu Théo Brandão para marcar a data e apresentar a nova emissora, que pretende ter capacidade de produzir diariamente até 14 horas de produção local, das quais, no mínimo 1 hora e 30 minutos de programação seria destinada a informativos obrigatórios da universidade.

## Sinal digital
| Canal virtual | Canal digital | Resolução de tela | Programação                                  |
| ------------- | ------------- | ----------------- | -------------------------------------------- |
| 8.1           | 40 UHF        | 1080i             | Programação principal da TV UFAL / TV Brasil |
| 8.2           | 40 UHF        | 1080i             | Canal Gov                                    |
| 8.3           | 40 UHF        | 1080i             | Canal Educação                               |
| 8.4           | 40 UHF        | 480i widescreen   | Canal Saúde                                  |